# KNVB-Pokal 1906/07
Der KNVB-Pokal 1906/07 war die neunte Auflage des niederländischen Fußball-Pokalwettbewerbs. Pokalsieger wurde VOC Rotterdam. Das Team setzte sich im Finale gegen Voorwaarts Den Haag nach Verlängerung durch.

## Modus
Alle Begegnungen wurden in einem Spiel ausgetragen. Bei unentschiedenem Ausgang wurde zur Ermittlung des Siegers eine Verlängerung von zweimal 7½ Minuten gespielt. Stand danach kein Sieger fest, folgte eine weitere Verlängerung von zweimal 7½ Minuten. War danach immer noch keine Entscheidung gefallen, wurde das Spiel auf dem Platz des Gegners wiederholt. Wenn auch das drittes Spiel unentschieden endete, ging es in die Verlängerung, bis ein Tor fiel.

## 1. Runde
| Datum      |                            | Ergebnis   |                            |
| ---------- | -------------------------- | ---------- | -------------------------- |
| 04.11.1906 | DSV Concordia Delft II     | 6:1        | Neerlandia Amsterdam       |
| 04.11.1906 | Vitesse Arnheim            | 2:1        | Quick Den Haag II          |
| 04.11.1906 | Voorwaarts Den Haag        | 8:0        | Oranje Nassau Almelo       |
| 04.11.1906 | RV & AV Neptunus           | 02:1 1     | Koninklijke HFC Veteranen  |
| 04.11.1906 | RAP Amsterdam              | 0:6        | Holland Amsterdam          |
| 04.11.1906 | AFC Quick 1890             | 6:1        | DAVO Vlaardingen           |
| 04.11.1906 | Volharding Amsterdam       | 1:4        | HVV Den Haag II            |
| 04.11.1906 | MVVO Middelburg            | 05:0 2     | Be Quick 1887              |
| 04.11.1906 | HBS Craeyenhout II         | 6:0        | Ajax Amsterdam             |
| 04.11.1906 | Willem II Tilburg          | 2:3        | Hercules Enschede          |
| 04.11.1906 | AVV Amsterdam II           | 02:15      | AFC Amsterdam              |
| 04.11.1906 | EFC Prinses Wilhelmina II  | 4:1        | Ajax Amsterdam II          |
| 04.11.1906 | Sparta Rotterdam II        | 6:0        | Ajax Leiden II             |
| 04.11.1906 | VVV Amsterdam              | 5:2        | Sparta Rotterdam Veteranen |
| 04.11.1906 | Dordrechtsche FC Veteranen | 01:11      | HFC Haarlem II             |
| 04.11.1906 | Quick Kampen               | 2:0        | BVV Wilhelmina II          |
| 04.11.1906 | BVV Wilhelmina             | 3:1        | Quick 1888                 |
| 04.11.1906 | VOC Rotterdam              | 3:2        | Koninklijke HFC II         |
| 04.11.1906 | UC & VV Hercules II        | 6:1        | EV & AV De Tubanters 1897  |
| 04.11.1906 | VOC Rotterdam II           | 5:0        | Vitesse Arnheim II         |
| 04.11.1906 | DSV Concordia Delft        | 1:2        | AVV Amsterdam              |
| 04.11.1906 | VVA De Spartaan            | 4:3        | DVS Rotterdam              |
| 04.11.1906 | Achilles Rotterdam         | 6:2        | Be Quick Zutphen           |
| 04.11.1906 | LAC Frisia Leeuwarden      | 7:1        | AFC Amsterdam II           |
| 04.11.1906 | Haarlemse FC EDO           | 0:3        | EFC Prinses Wilhelmina     |
| 04.11.1906 | Victoria Hilversum         | 05:0 2     | Celeritas Rotterdam        |
| 04.11.1906 | Excelsior Rotterdam        | 05:0 2     | RAP Amsterdam Veteranen    |
| 04.11.1906 | Dordrechtsche FC II        | 3:0        | Olympia Rotterdam          |
| 04.11.1906 | HVV Tubantia               | 5:2        | USC Rotterdam              |
| 04.11.1906 | HVV Helmond                | 01:1 n. V. | BSV Allen Weerbaar         |
| 11.11.1906 | BSV Allen Weerbaar         | 05:0 2     | HVV Helmond                |
|            | Rapiditas Rotterdam        | Freilos    |                            |

## 2. Runde
| Datum      |                        | Ergebnis  |                           |
| ---------- | ---------------------- | --------- | ------------------------- |
| 02.12.1906 | Vitesse Arnheim        | 4:3       | UC & VV Hercules II       |
| 02.12.1906 | BVV Wilhelmina         | 1:9       | Voorwaarts Den Haag       |
| 02.12.1906 | Dordrechtsche FC II    | 1:3       | RV & AV Neptunus          |
| 02.12.1906 | HFC Haarlem            | 3:1       | BSV Allen Weerbaar        |
| 02.12.1906 | VOC Rotterdam          | 05:0 1    | Victoria Hilversum        |
| 02.12.1906 | EFC Prinses Wilhelmina | 2:5       | EFC Prinses Wilhelmina II |
| 02.12.1906 | Holland Amsterdam      | 4:1       | HVV Tubantia              |
| 02.12.1906 | Sparta Rotterdam II    | 05:0 1    | Hercules Enschede         |
| 02.12.1906 | VOC Rotterdam II       | 3:3 n. V. | DSV Concordia Delft II    |
| 09.12.1906 | MVVO Middelburg        | 1:7       | HVV Den Haag II           |
| 09.12.1906 | AFC Amsterdam          | 05:0 2    | Excelsior Rotterdam       |
| 09.12.1906 | Achilles Rotterdam     | 01:2 3    | AFC Quick 1890            |
| 16.12.1906 | HBS Craeyenhout II     | 07:1 1    | AVV Amsterdam             |
| 16.12.1906 | DSV Concordia Delft II | 5:2       | VOC Rotterdam II          |
| 16.12.1906 | VVV Amsterdam          | 05:0 1    | Quick Kampen              |
| 23.12.1906 | VVA De Spartaan        | 05:0 1    | LAC Frisia Leeuwarden     |

## 3. Runde
| Datum      |                     | Ergebnis  |                           |
| ---------- | ------------------- | --------- | ------------------------- |
| 06.01.1907 | VVV Amsterdam       | 3:4 n. V. | Voorwaarts Den Haag       |
| 06.01.1907 | RV & AV Neptunus    | 01:10     | AFC Amsterdam             |
| 06.01.1907 | Sparta Rotterdam II | 4:1       | EFC Prinses Wilhelmina II |
| 06.01.1907 | Holland Amsterdam   | 0:3       | HVV Den Haag II           |
| 06.01.1907 | HBS Craeyenhout II  | 5:1       | AFC Quick 1890            |
| 06.01.1907 | DSV Concordia Delft | 0:8       | VOC Rotterdam             |
| 17.03.1907 | Vitesse Arnheim     | 4:0       | VVA De Spartaan           |
|            | HFC Haarlem II      | Freilos   |                           |

## Viertelfinale
| Datum      |                     | Ergebnis |                     |
| ---------- | ------------------- | -------- | ------------------- |
| 17.02.1907 | VOC Rotterdam       | 3:1      | AFC Amsterdam       |
| 17.02.1907 | Voorwaarts Den Haag | 5:1      | Sparta Rotterdam II |
| 24.02.1907 | HVV Den Haag II     | 4:1      | HFC Haarlem II      |
| 29.03.1907 | Vitesse Arnheim     | 1:3      | HBS Craeyenhout II  |

## Halbfinale
| Datum      |                    | Ergebnis |                     |
| ---------- | ------------------ | -------- | ------------------- |
| 24.03.1907 | VOC Rotterdam      | 6:0      | HVV Den Haag II     |
| 31.03.1907 | HBS Craeyenhout II | 1:2      | Voorwaarts Den Haag |

## Finale
| Voorwaarts Den Haag                 | Voorwaarts Den Haag | VOC Rotterdam | VOC Rotterdam |
| ----------------------------------- | --- | --- | ------------- |
| Voorwaarts Den Haag                 | \| 5. Mai 1907 in De Diepput, Den Haag \| \| Ergebnis: 3:4 n. V. \| \| Schiedsrichter: Bill Dijxhoorn \| \| Spielbericht \| | \| 5. Mai 1907 in De Diepput, Den Haag \| \| Ergebnis: 3:4 n. V. \| \| Schiedsrichter: Bill Dijxhoorn \| \| Spielbericht \| | VOC Rotterdam |
| Voorwaarts Den Haag                 | 1:1 Nieuwenhuizen 2:3 Nieuwenhuizen 3:3 unbekannt (?, Elfmeter)                                                             | 0:1 J. Hörburger 1:2 H. Breuning 1:3 A. Hörburger 3:4 C. Breuning (?, Elfmeter)                                             | VOC Rotterdam |
| 5. Mai 1907 in De Diepput, Den Haag | | |               |
| Ergebnis: 3:4 n. V.                 | | |               |
| Schiedsrichter: Bill Dijxhoorn      | | |               |
| Spielbericht                        | | |               |